# Ту Йоуйоу
Ту Йоуйоу (на китайски: 屠呦呦, пинин: Tu Youyou, малко име: Йоуйоу, фамилия: Ту) е китайска химичка и фармацевтка, учен-медик и преподавател. Тя е най-известна с откриването на артемизинина и дихидроартемизинина, използвани в лечението на малария и така спасили милиони животи. Откритието на артемизинина и лечението на малария се смятат за съществен пробив в тропическата медицина през XX век и в подобряването на здравния статус на хората от развиващите се страни в тропиците в Южна Азия, Африка и Южна Америка. За работата си тя получава през 2011 г. Наградата „Алберт Ласкер“ за клинични медицински проучвания и Нобеловата награда за физиология или медицина за 2015 г. съвместно с Уилям Кемпбъл и Сатоши Омура.
Ту е първата китайска носителка на Нобеловата награда за физиология или медицина, първата лауреатка на Нобелова награда в областта на естествените науки изобщо, и първата китайска носителка на Наградата „Ласкер“. Тя получава образованието си и провежда научните си изследвания изключително и само в Китай.

## Биография
Ту е родена в Нинбо, Джъдзян, Китай на 30 декември 1930 г. От 1951 до 1955 г. посещава Медицинското училище към Пекинския университет. Учи във факултета по фармация, откъдето се дипломира през 1955 г. По-късно специализира в продължение на 2,5 години традиционна китайска медицина.
След дипломирането си Ту работи в Академията за китайска медицина (днес Китайска академия на китайските медицински науки) в Пекин. През 1980 г. е повишена до изследовател, най-високия академичен пост в континентален Китай, еквивалентен на пълен професор. През 2001 г. получава правото да е научен ръководител на докторанти. Понастоящем тя е удостоена с поста Главен учен на Академията.
Ту е описвана като „професорката с трите не-та“ – няма образователна степен след университетската (не е имало такава в образователната система на Китай по това време), не е следвала или трупала изследователски опит в чужбина (до 1979 г. Китай е силно изолиран от останалия свят) и не членува в никоя национална китайска академия, т.е. Китайската академия на науките и Китайската инженерна академия. Ту днес е възприемана като представител на първото поколение китайски медицински работници след установяването на Китайската народно-демократична република през 1949 г.